# Inspiring Generation
Inspiring Generation (en hangul, 감격시대; en hanja, 感激時代; romanización revisada, Gakkyungsidae) también conocida en español como Generación inspiradora, es una serie de televisión histórica surcoreana emitida originalmente durante 2014 basada en el manhwa homónimo de Bang Hak Gi, publicado por el periódico Sports Seoul desde junio de 1985 hasta junio de 1988, que cuanta acerca de los amores, amistades y el patriotismo de jóvenes luchadores por la independencia de Corea en Shanghái durante 1930.
Es protagonizada por Kim Hyun Joong de SS501, Im Soo-hyang y Jin Se-yeon. Fue transmitida por KBS 2TV desde el 15 de enero hasta el 3 de abril de 2014, con una longitud final de 24 episodios emitidos cada miércoles y jueves a las 21:55 (KST) y tuvo un presupuesto de 14 millones de dólares.

## Argumento
Una historia de violencia, amor y amistad que se desarrolla principalmente en Shanghái, protagonizada por unos jóvenes que luchan por la independencia coreana mientras es dominada por Japón, en plena década de 1930.

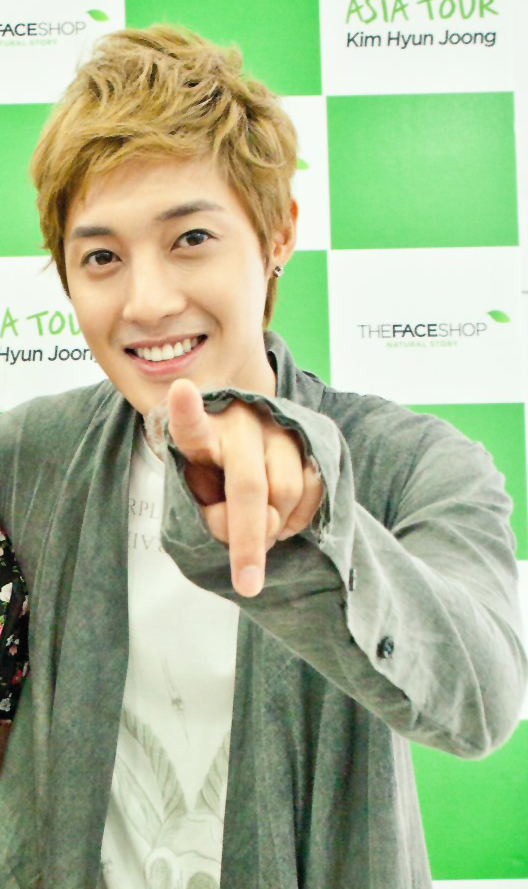
Kim Hyun Joong, que hace el papel de Shin Jung Tae.

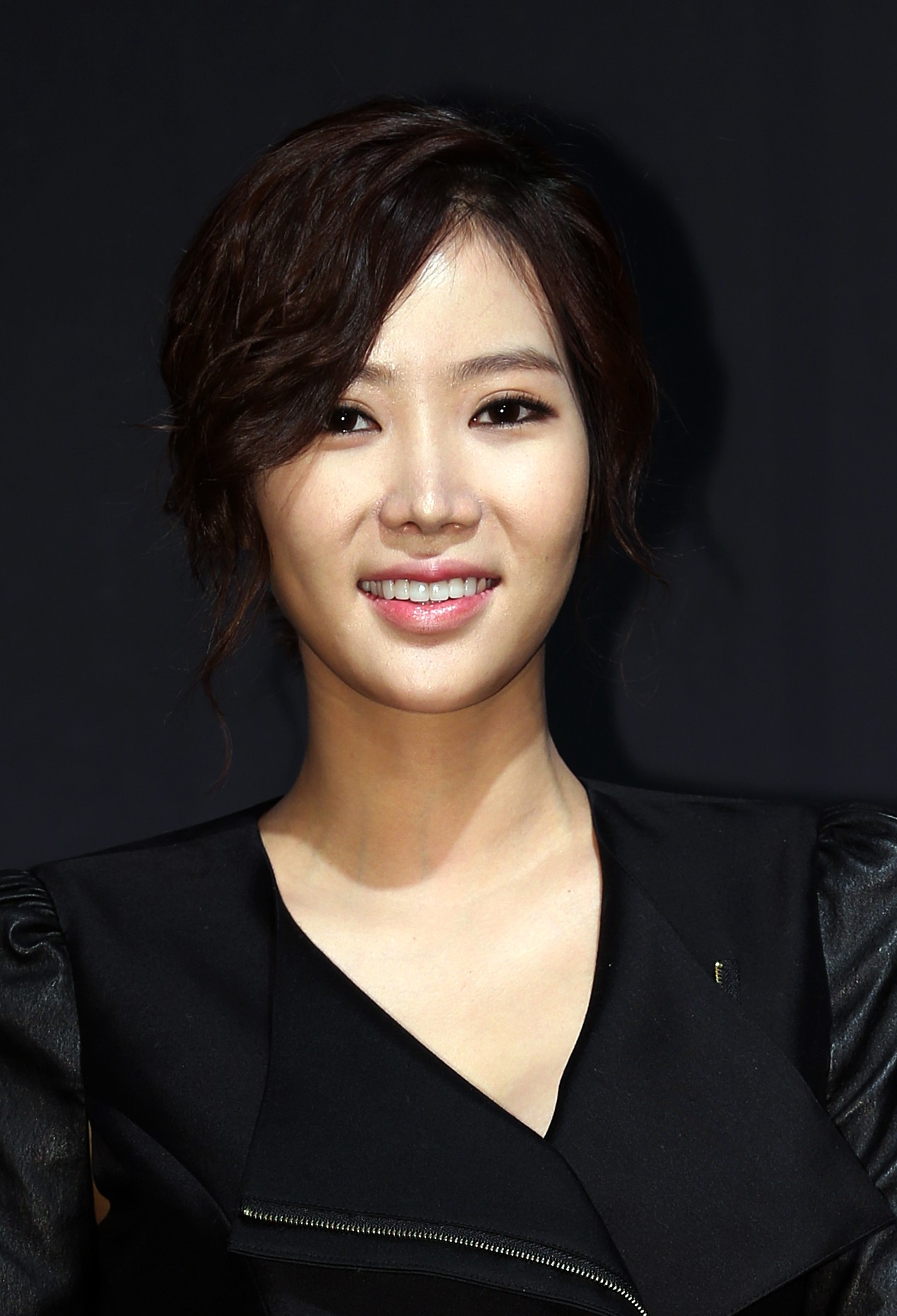
Im Soo Hyang, que hace el papel de Gaya Deguchi.

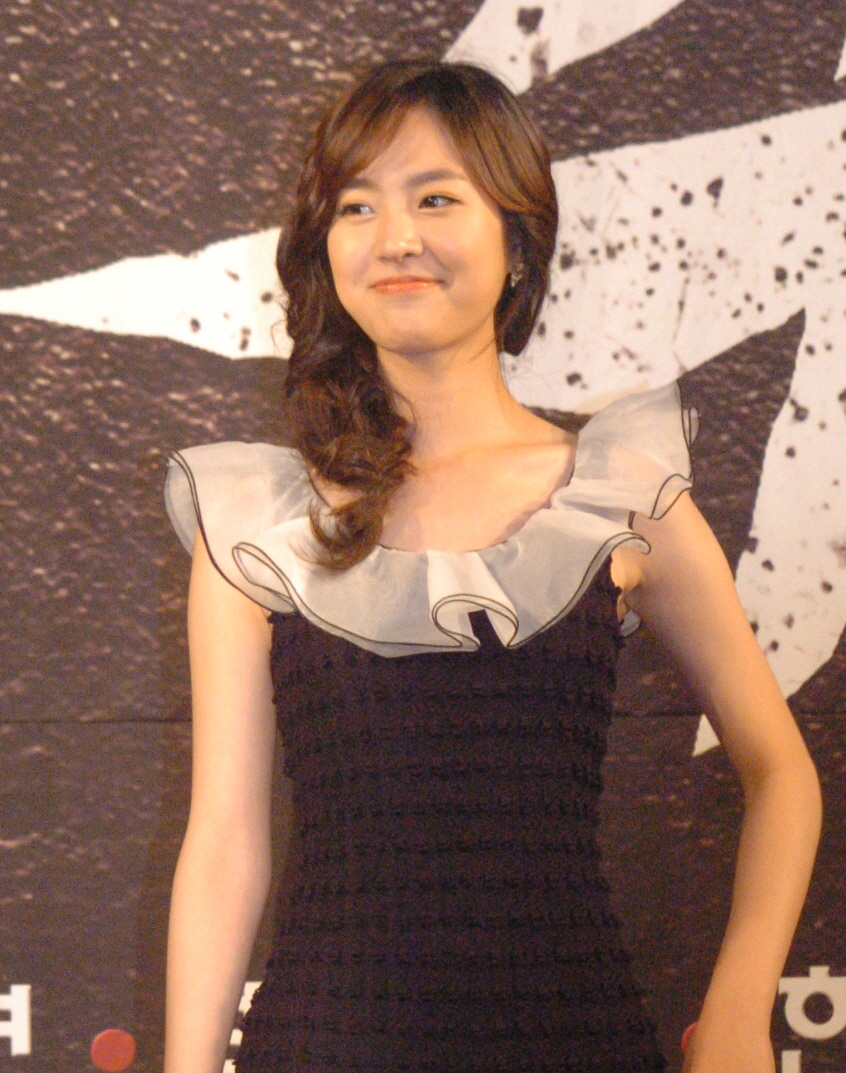
Jin Se Yeon, que hace el papel de Yoon Ok Ryun.

## Reparto

### Principal
- Kim Hyun Joong como Shin Jung Tae.
  - Kwak Dong yeon como Jung Tae (joven).
- Im Soo-hyang como Gaya Deguchi.
  - Joo Da Young como Gaya (joven).
- Jin Se Yeon como Yoon Ok Ryun.
  - Ji Woo como Ok Ryun (joven).

### Secundario
- Kim Jae Wook como Kim Soo Ok.[5]
- Kim Kap-soo como Toyama Denkai.
- Choi Jae-sung como Shin Young Chul.
- Son Byong-ho como Choi Soo Ri.
- Shin Seung-hwan como Jjang Ddol.[6]
- Kim Dong-hee como Jjang Ddol (joven).
- Kim Ga-eun como So So.
- Yoon Hyun Min como Toyama Aoki.
- Choi Cheol-ho como Shinjo Deguchi.
- Shin Eun-jung como Kim Sung Deok.
- Lee Cho Hee como Mal Sook.
- Kim Min Ha como Mal Sook (joven).
- Bae Noo Ri como Yang Yang.
- Jo Dong Hyuk como Shinichi.
- Choi Ji Ho como Aka.
- Kwak Seung Nam como Genjo.
- Yang Ik Joon como Hwang Bong Shik.
- Jo Dal Hwan como Poong Cha.
- Ji Seung Hyun como Kang Gae.
- Nuel como Kkab Sae.
- Kim Sung-oh como Jung Jae-hwa.
- Kim Seo Kyung como Mang Chi.
- Yoo Tae Woong como Shin Ma Juk.
- Seo Dong Gun como Cha Sang Ki.
- Choi Il Hwa como Seol Doo Sung.
- Jung Ho Bin como Wang Baek San.
- Song Jae Rim como Mo Il Hwa.
- Lee Joon Seok como Won Pyung.
- Lee Chul Min como Bul Gom.
- Uhm Tae-goo como Dokku.
- Oh Soon Tae como Omogari.
- Kim Roi-ha como Shin Ga-jum.
- Park Chul Min como Anciano volador.
- Kim Se Jung como Shin Chung Ah.
- Lee Ji Woo como Chung Ah (joven).
- Kim Byung Ki como Adivino.
- So Hee-jung como Mok Po Daek.
- Lee Sang Hee como Kim Cheom Ji.
- Jung Jin como Yamamoto hagesawa.
- Im Hyung Joon como Koichi.
- Jo Ha Seok como Sasaki.
- Im Se-hwan como Tamada.
- Hwang Chae Won como Ran Ran.
- Kim Yoon Hee como Ryoko Deguchi.
- Yeo Ho Min como Ma Dang Ga.
- Lee Hae In como Sunwoo Jin.
- Han Je In como Dan Shim.
- Kim Jae Kyung como Meiling.
- Tae Hang Ho como Moon Bokk.
- Heo Sung-tae como Hombre Japonés.

## Banda sonora
- Im Jae Bum - «Destiny»
- Kim Gun Mo - «Broken Haert»
- JTOM - «Good day to die»
- JTOM - «Road» (길)
- I.D - «Like A Flame» (불꽃처럼)
- Na Yoon Kwon - «The Light»
- Zia - «Until That Day Goodbye» (그날까지 안녕)
- Kim Hyun Joong - «When Today Passes» (오늘이 지나면)

## Producción

### Promoción
El 30 de mayo de 2014, Kim Hyun Joong viajó a Japón para promocionar la serie que iba a ser localmente trasmitida por la cadena de cable DATV, fue esperado por 1000 fanáticos en el Aeropuerto Internacional de Haneda en Tokio, al día siguiente Hyun Joong e Im Soo Hyang fueron acompañado junto a 10000 seguidores en el Pacífico Hall de la Universidad Nacional de Yokohama.

## Recepción

### Audiencia
En Azul la audiencia más baja y en rojo la más alta, correspondientes a las empresas medidoras TNms y AGB Nielsen.
| Ep.      | Fecha original de emisión | Share        | Share        | Share       | Share       |
| Ep.      | Fecha original de emisión | TNmS Ratings | TNmS Ratings | AGB Nielsen | AGB Nielsen |
| Ep.      | Fecha original de emisión | Nacional     | Seúl         | Nacional    | Seúl        |
| -------- | ------------------------- | ------------ | ------------ | ----------- | ----------- |
| 1        | 15 de enero de 2014       | 7.9 %        | 9.2 %        | 7.8 %       | 7.7 %       |
| 2        | 16 de enero de 2014       | 7.8 %        | 9.2 %        | 7.7 %       | 7.7 %       |
| 3        | 22 de enero de 2014       | 8.9 %        | 9.2 %        | 9.6 %       | 10.3 %      |
| 4        | 23 de enero de 2014       | 8.9 %        | 8.3 %        | 7.9 %       | 8.4 %       |
| 5        | 29 de enero de 2014       | 7.7 %        | 8.6 %        | 7.0 %       | 7.9 %       |
| 6        | 30 de enero de 2014       | 7.9 %        | 8.7 %        | 8.3 %       | 8.8 %       |
| 7        | 5 de febrero de 2014      | 7.0 %        | 7.2 %        | 8.4 %       | 8.6 %       |
| 8        | 6 de febrero de 2014      | 7.4 %        | 9.3 %        | 8.9 %       | 9.4 %       |
| 9        | 12 de febrero de 2014     | 8.8 %        | 9.4 %        | 10.0 %      | 10.7 %      |
| 10       | 13 de febrero de 2014     | 9.9 %        | 11.6 %       | 11.4 %      | 12.8 %      |
| 11       | 19 de febrero de 2014     | 8.8 %        | 9.1 %        | 10.3 %      | 10.8 %      |
| 12       | 20 de febrero de 2014     | 8.2 %        | 9.8 %        | 9.8 %       | 10.2 %      |
| 13       | 26 de febrero de 2014     | 8.7 %        | 9.3 %        | 9.3 %       | 9.7 %       |
| 14       | 27 de febrero de 2014     | 8.9 %        | 10.3 %       | 9.7 %       | 10.1 %      |
| 15       | 5 de marzo de 2014        | 10.0 %       | 10.9 %       | 12.0 %      | 12.7 %      |
| 16       | 6 de marzo de 2014        | 10.3 %       | 11.6 %       | 12.5 %      | 13.3 %      |
| 17       | 12 de marzo de 2014       | 10.7 %       | 12.2 %       | 12.2 %      | 13.2 %      |
| 18       | 13 de marzo de 2014       | 10.0 %       | 11.4 %       | 12.6 %      | 13.2 %      |
| 19       | 19 de marzo de 2014       | 9.2 %        | 10.2 %       | 11.0 %      | 11.1 %      |
| 20       | 20 de marzo de 2014       | 10.8 %       | 12.4 %       | 12.1 %      | 12.8 %      |
| 21       | 26 de marzo de 2014       | 10.0 %       | 11.4 %       | 11.6 %      | 12.3 %      |
| 22       | 27 de marzo de 2014       | 10.3 %       | 10.9 %       | 12.3 %      | 13.6 %      |
| 23       | 2 de abril de 2014        | 9.8 %        | 10.4 %       | 11.1 %      | 11.5 %      |
| 24       | 3 de abril de 2014        | 10.7 %       | 11.6 %       | 12.3 %      | 13.5 %      |
| Promedio | Promedio                  | 9.0 %        | 10.0 %       | 10.2 %      | 10.8 %      |

## Emisión internacional
- Canadá: All TV.
- Hong Kong: TVB Korean Drama.
- Japón: DATV.[12]
- Tailandia: PPTV HD.[13]